# Willard Estey
Willard Zebedee "Bud" Estey, né le 10 octobre 1919 à Saskatoon en Saskatchewan et décédé le 25 janvier 2002, était un juge canadien. Il a été juge puîné de la Cour suprême du Canada du 29 septembre 1977 au 22 avril 1988. En 1990, il a été nommé membre de l'ordre du Canada.

## Biographie
Willard Zebedee Estey est né le 10 octobre 1919 à Saskatoon en Saskatchewan. Il est le fils de James Wilfred Estey, un juge puîné de la Cour suprême du Canada, et de Muriel Baldwin. Il a étudié à l'Université de la Saskatchewan d'où il a été diplômé d'un baccalauréat universitaire ès lettres en 1940 et d'un baccalauréat universitaire en droit en 1942.
Durant la Seconde Guerre mondiale, il s'est enrôlé au sein des Forces armées canadiennes et a combattu au cours de la guerre. Il a notamment été un observateur canadien avec les forces américaines lors de la bataille d'Okinawa. Après son retour au Canada, il est allé étudier à la faculté de droit de Harvard d'où il a reçu une Master of Laws en 1946.
À partir de 1946, il a enseigné à l'Université de la Saskatchewan avant de déménager en Ontario l'année suivante pour pratiquer le droit. En 1973, il a été nommé juge de la Cour d'appel de l'Ontario et, deux ans plus tard, juge en chef de la Haute Cour de justice de l'Ontario. En 1976, il a été nommé juge en chef de l'Ontario.
En 1977, il a été nommé juge à la Cour suprême du Canada. En 1984, il a écrit le premier jugement majeur concernant la Charte canadienne des droits et libertés lors de l'affaire Law society of Upper Canada c. Skapinker. Il a pris sa retraite de la Cour suprême du Canada en 1988. En 1990, il a été nommé compagnon de l'ordre du Canada. Il est décédé le 25 janvier 2002.

## Annexe